# 段生馗
段生馗（1968年—），云南省腾冲县和顺镇人，曾任某银行副行长，从幼开始收集有关滇缅抗日战争的物品，至今约40年。2005年提供私人收藏供滇缅抗战纪念馆展出，并出任第一任馆长。